# Uwe Spiekermann
Uwe Spiekermann (* 17. August 1963 in Olsberg) ist ein deutscher Sozial- und Wirtschaftshistoriker. Von 2008 bis 2015 war er stellvertretender Direktor des Deutschen Historischen Instituts Washington. Er hat unter anderem zahlreiche Arbeiten zur Geschichte der Konsumgesellschaft in Deutschland und zur Geschichte der Ernährung im 19. und 20. Jahrhundert vorgelegt.

## Leben
Uwe Spiekermann studierte zwischen 1983 und 1990 neuere Geschichte, Politikwissenschaft und Publizistik an der Universität Münster. Anschließend war er von 1990 bis 1994 in Münster wissenschaftlicher Mitarbeiter an einem Forschungsprojekt zur Ernährungsgeschichte zwischen 1880 und 1930. Im Jahr 1996 promovierte er an der Universität Münster am Lehrstuhl für Sozial- und Wirtschaftsgeschichte mit der Arbeit Basis der Konsumgesellschaft. Entstehung und Entwicklung des modernen Kleinhandels in Deutschland 1850–1914. Anschließend war von 1996 bis 1997 Research Fellow an der Abteilung für Geographie der Universität Exeter und danach Mitarbeiter der Dr. Rainer-Wild-Stiftung – Stiftung für gesunde Ernährung in Heidelberg, wo er zunächst Postdoktorand, dann wissenschaftlicher Mitarbeiter und von 1998 bis 2001 Geschäftsführer war.
Von 2001 bis 2008 war Spiekermann wissenschaftlicher Assistent am Institut für Wirtschafts- und Sozialgeschichte der Universität Göttingen, wo er sich im Jahr 2008 habilitierte und Ende 2008 die Venia legendi für Mittlere und Neuere Geschichte erhielt.
Von April 2008 bis Ende September 2015 war er stellvertretender Direktor des Deutschen Historischen Instituts Washington. Im Wintersemester 2011/2012 vertrat er die Professur für deutsche Geschichte des 19. und 20. Jahrhunderts an der Universität Münster. Von Oktober 2015 bis Oktober 2016 war er „Max Weber Foundation Fellow“ an der Universität Göttingen.

## Forschungsgebiete
Spiekermann forscht vor allem über die Sozial- und Wirtschaftsgeschichte des 19. und 20. Jahrhunderts in Deutschland, unter anderem über die Geschichte des Konsums und des Handels, über die Geschichte der Ernährung und über die Geschichte der Wissenschaft und des Wissens. Aktuell schreibt er an einer Familienbiographie der deutschstämmigen kalifornischen Unternehmerfamilie Spreckels.

## Veröffentlichungen (Auswahl)
- Warenhaussteuer in Deutschland. Mittelstandsbewegung, Kapitalismus und Rechtsstaat im späten Kaiserreich (= Europäische Hochschulschriften. Reihe 3: Geschichte und ihre Hilfswissenschaften. Band 600). Peter Lang, Frankfurt am Main u. a. 1994, ISBN 3-631-46789-3.
- Basis der Konsumgesellschaft. Geschichte des modernen Kleinhandels in Deutschland 1850–1914 (= Schriftenreihe der Zeitschrift für Unternehmensgeschichte. Band 3). C. H. Beck, München 1999, ISBN 3-406-44874-7 (Zugleich: Münster, Universität, Dissertation, 1996).[3]
- als Herausgeber mit Gesa U. Schönberger: Die Zukunft der Ernährungswissenschaft. Springer, Berlin u. a. 2000, ISBN 3-540-67550-7.
- als Herausgeber mit Gesa U. Schönberger: Ernährung in Grenzsituationen. Springer, Berlin u. a. 2002, ISBN 3-540-42201-3.
- Dangerous meat? German-American quarrels over pork and beef, 1870–1900. In: Bulletin of the German Historical Institute. Washington D.C. Nr. 46, Spring 2010, p. 93–110.
- als Herausgeber mit Hartmut Berghoff und Philip Scranton: The Rise of Marketing and Market Research. Palgrave Macmillan, New York NY u. a. 2012, ISBN 978-0-230-34106-7.
- Bright Modernity. Color, Commerce, and Consumption in Global Perspective. In: Bulletin of the German Historical Institute. Washington D.C. Nr. 52, 2013, ISSN 1048-9134, p. 141–147 (online).
- als Herausgeber: The Stasi at Home and Abroad. Domestic Order and Foreign Intelligence (= Bulletin of the German Historical Institute. Washington D.C. Supplement. 9, ISSN 1048-9134). German Historical Institute, Washington D.C. 2014 (online).
- mit Paul Lerner und Anne C. Schenderlein: Jewish Consumer Cultures in 19th and 20th Century Europe and America. In: Bulletin of the German Historical Institute. Washington D.C. Nr. 57, 2015, p. 137–146 (online).
- als Herausgeber mit Regina Lee Blaszczyk: Bright Modernity. The Brave New World of Color. Springer International Publishing – Palgrave Macmillan, Cham 2017, ISBN 978-3-319-50744-6.
- als Herausgeber mit Hartmut Berghoff: White Collar Crime (= Business History 60, 2018, no. 3, Special Issue).
- Künstliche Kost. Ernährung in Deutschland, 1840 bis heute. Vandenhoeck & Ruprecht, Göttingen 2018, ISBN 978-3-525-31719-8.